# Coregonus tugun lenensis
Coregonus tugun lenensis is een ondersoort van de straalvinnige vissen uit de familie van de zalmen (Salmonidae) en de onderfamilie houtingen. De wetenschappelijke naam van de soort is voor het eerst geldig gepubliceerd in 1932 door Lev Semenovich Berg. De vis komt alleen voor in Siberië in het stroomgebied van de Lena. Deze soort houting kan maximaal 15,9 cm lang worden.